# Cornac
Cornac ist eine französische Gemeinde mit 360 Einwohnern (Stand: 1. Januar 2022) im Département Lot in der Region Okzitanien. Sie gehört zum Arrondissement Figeac und zum Kanton Cère et Ségala.

## Lage
Der Ort liegt am Fluss Mamoul.
Nachbargemeinden sind Gagnac-sur-Cère und Glanes im Nordwesten, Estal im Norden, Teyssieu im Nordosten, Sousceyrac-en-Quercy im Osten, Frayssinhes im Südosten, Saint-Laurent-les-Tours im Süden, Belmont-Bretenoux und Saint-Michel-Loubéjou im Südwesten und Bretenoux im Westen.

## Bevölkerungsentwicklung
| Jahr      | 1962 | 1968 | 1975 | 1982 | 1990 | 1999 | 2007 | 2017 |
| --------- | ---- | ---- | ---- | ---- | ---- | ---- | ---- | ---- |
| Einwohner | 387  | 354  | 369  | 354  | 370  | 327  | 358  | 348  |